# Ulrich Harbecke
Ulrich Harbecke (* 11. Januar 1943 in Witten/Ruhr) ist ein deutscher Fernsehjournalist und Schriftsteller.

## Leben
Ulrich Harbecke studierte Theaterwissenschaft, Musik und Kunstgeschichte an den Universitäten in Köln und
Wien. 1969 promovierte er an der Universität zu Köln mit der theatergeschichtlichen Dissertation Das Tagebuch des Grafen Karl von Zinzendorf und Pottendorf als theatergeschichtliche Quelle. Ab 1970 war er freier Mitarbeiter des Westdeutschen Rundfunks. Von 1975 bis 2004 wirkte er als Redakteur im Fernsehprogramm des WDR, zuletzt als Leiter der Programmgruppe „Religion und Philosophie“. Harbecke lebt heute in Erftstadt.
Harbecke ist Verfasser von erzählerischen Werken und Sachbüchern zu historischen und religiösen Themen. Er erhielt 1983 den Robert-Sheckley-Preis.

## Werke
- Das Tagebuch des Grafen Karl von Zinzendorf und Pottendorf als theatergeschichtliche Quelle, Köln 1969
- Auf Leben und Tod, München 1973
- Invasion, München 1979
- Abenteuer Bundesrepublik, Bergisch Gladbach 1983
- Die Bundesrepublik Deutschland und Europa, Heinsberg 1984
- Entwarnung, Würzburg 1987
- Die goldenen Neunziger, Bergisch Gladbach 1990
- 50 Jahre UNO, Bergisch Gladbach 1995
- Der gottlose Pfarrer, Freiburg im Breisgau [u. a.] 1995
- Mantel, Schwert und Feder, Düsseldorf 1997
- Immer wieder Anfang, Stuttgart 1999 (zusammen mit Rolf Röttgen)
- Literadatsch, Düsseldorf 1999
- Mit Sinn und Verstand, Köln 1999 (zusammen mit Armin E. Möller)
- Der gläubige Kardinal, Düsseldorf 2004
- 50 Jahre WDR, Köln 2006 (zusammen mit Armin E. Möller)
- Die Juden, Düsseldorf 2007
- Ruhrgebiet-Quiz, Düsseldorf 2007
- Eifel-Quiz, Düsseldorf 2009
- Köln-Quiz, Düsseldorf 2009
- Heller Wahn – Geballte Balladen, Düsseldorf 2011
- Der Ochs von Bethlehem – Junge Balladen, Geschichten und Lieder um ein altes Fest, Düsseldorf 2013

Kurzgeschichten
- Wer hat die schönsten Schäfchen?, 1980
- Die Reise, 1981
- Love Story, 1981
- Zwischenspiel, 1982
- Das große Geheimnis, 1982
- Der Turm, 1983
- Terminal, 1983
- Faber, 1984
- Heimliche Begegnung der zweiten Art, 1985
- Infektion, 1986
- Schichtwechsel, 1989
- Mut zur Lücke, 2000
- Burn out, 2002

Herausgeberschaft
- Randfiguren, Stuttgart 1999

Übersetzungen
- George Peele: Altweibermär, Weinheim/Bergstr. 1967